# Понтис-и-Ласерда
Понтис-и-Ласерда (порт. Pontes e Lacerda) — муниципалитет в Бразилии, входит в штат Мату-Гросу. Составная часть мезорегиона Юго-запад штата Мату-Гроссу. Входит в экономико-статистический микрорегион Алту-Гуапоре. Население составляет 42 429 человек на 2006 год. Занимает площадь 8423,347 км². Плотность населения — 5,0 чел./км².

## История
Первоначально эта область была заселена индейцами, однако они были уничтожены из-за вторжений в XVIII веке бандейрантов. В XX веке в регионе добывали дерево и резину.
Город основан в 1979 году. Назван в честь путешественника Франсишку Жозе де Ласерда (1753—1798).

## Статистика
- Валовой внутренний продукт на 2003 год составляет 225 120 836,00 реалов (данные: Бразильский институт географии и статистики).
- Валовой внутренний продукт на душу населения на 2003 год составляет 5623,52 реала (данные: Бразильский институт географии и статистики).
- Индекс развития человеческого потенциала на 2000 год составляет 0,753 (данные: Программа развития ООН).

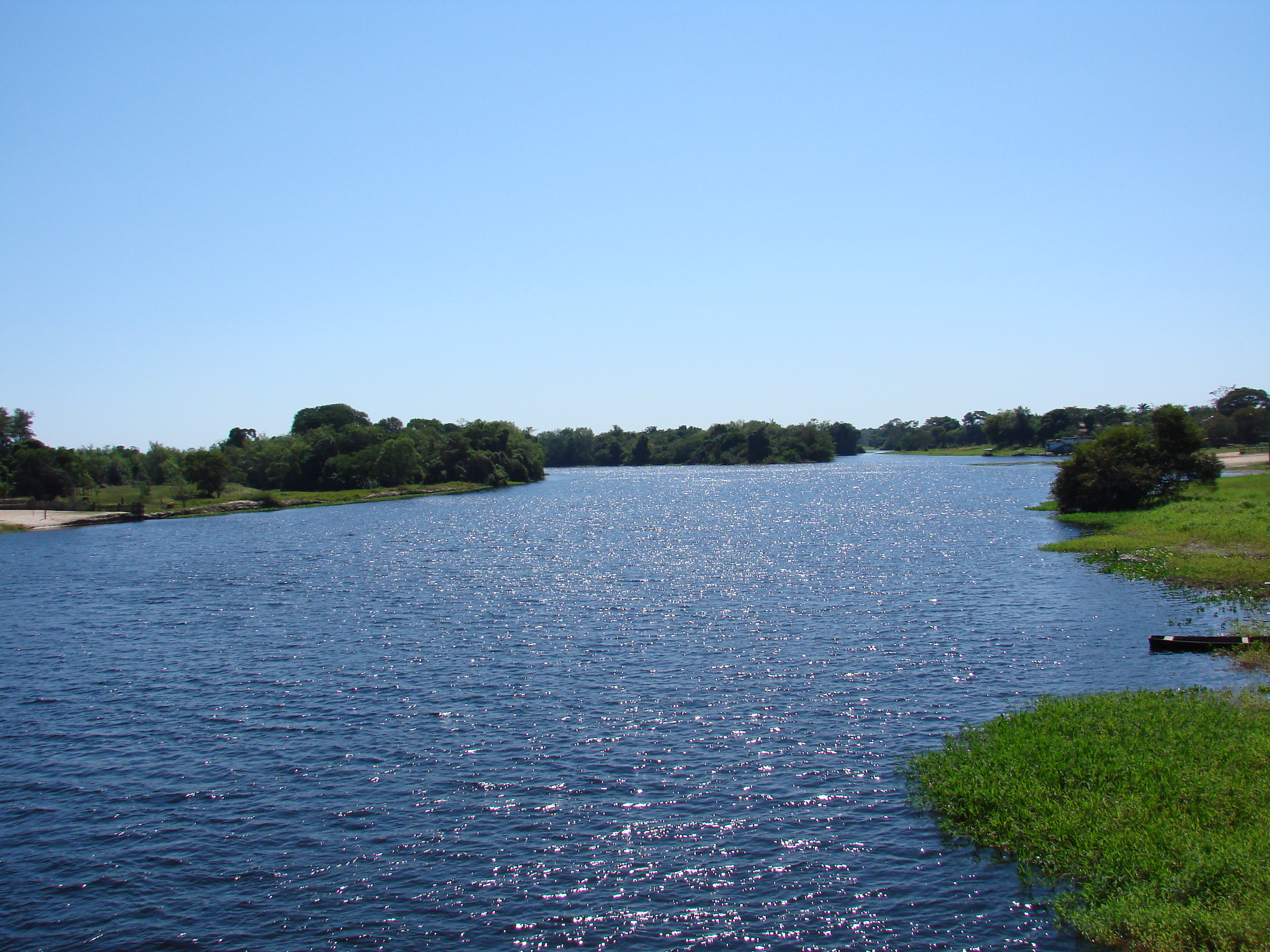
Мост